# Emmanuel Barbier
Emmanuel Barbier   (Poitiers, 5 de març de 1851 - 17è districte de París, 22 de març de 1925) fou un sacerdot i exjesuïta francès autor de llibres de doctrina i pedagogia catòliques i personatge del moviment antiliberal i antimaçònic a França.
Tot i el seu respecte de l'autoritat de l'església, dos dels seus escrits van ser posats a l'Index Librorum Prohibitorum: Le progrès du libéralisme catholique en France sous le pape Léon XIII i Ne mêlez pas Léon XIII au libéralisme. Una prohibició que el mateix accepta per deure d'obediència i atribueix nogensmenys a un «prevere intrigant» de grups partisans al Vaticà, resultat d'un compromís polític entre la Santa Seu i el partit liberal.
Va crear uns col·legis jesuïtes. Quan la Companyia de Jesús va ser prohibida a França el 1901, després un curt temps en la clandestinitat, va deixar la Companyia i es va refer sacerdot secular. Va ser el fundador el 1908 de la revista antiliberal amb el títol que resumeix el programa: Critique du libéralisme religieux, politique, social, que va ser a França l'orgàn principal del moviment antimodernista, llançat per Pius X. Els moviments catòlics conservadors el consideren fins avui com «una gran figura de la lluita contra el modernisme».

## Obres[5]
- Rome et l'Action libérale populaire, Histoire et documents, J. Victorion, 1906.
- Histoire du catholicisme libéral et du catholicisme social en France : du Concile du Vatican à l'avènement de S.S. Benoît XV : 1870-1914 (1923-1924)
- L'Éducation de la pureté (1921)
- Histoire populaire de l'Église (1921-1922)
- Cours populaire de catéchisme (1919)
- Infiltrations maçonniques dans l'Église.[6]
- Cas de Conscience. — Les Catholiques français et la République
- Les Démocrates chrétiens et le Modernisme
- Le Devoir politique des Catholiques
- Les Idées du Sillon. — Examen critique
- Les Erreurs du Sillon. — Erreurs de doctrine, Erreurs sociales. Erreurs de polémique et de conduite
- La Décadence du Sillon, Histoire documentaire
- Les Origines du Christianisme. — Apologie méthodique, extraite des oeuvres de Mgr Freppel
- Mon Crime. — Allocutions de Collège (1896-1901)
- La Discipline dans les Écoles libres, (manual d'ensenyament)
- Les Récits de l'Évangile divisés et coordonnés, pour apprendre, méditer, prêcher.…